# Ас-Салих Салах ад-Дин Салих
Аль-Малик ас-Салих Салах ад-Дин Салих ибн Мухаммад араб. الملك الصالح صلاح الدين صالح بن محمد‎) — мамлюкский султан Египта, правивший в 1351—1354 годах.

## Биография
Четырнадцатилетний Салих был возведен на престол после низложения султана ан-Насира аль-Хасана в августе 1351 года. Салих был особенно популярен среди сирийцев, поскольку был внуком по материнской линии Сайф аль-Дина аль-Танкиза Хузами (мятежного вице-султана и "некоронованного правителя" Дамаска в 1312-1340 годах). Вскоре после вступления Салиха на престол придворный стольник и фаворит его предшественника аль-Хасана, Мугултай, был арестован в Александрии. Три эмира - Таз ан-Насири, Шейхун и Саргитмиш - фактически управляли государством. Два влиятельных эмира аль-Хасана - Мандшак и Байбуга - были отдалены от двора. Байбуга был назначен наместником в Алеппо. Однако тот вскоре во главе армии отправился грабить Дамак и его пригороды. Присланная из Каира армия заставила его отступить, и после предательства его тюркских союзников Байбуга был пленен и казнен в 1354 году.
Восстание в Сирии позволило набрать силу восстанию бедуинов в Верхнем Египте. Каирская армия убыла на восток, и правительству пришлось согласиться управлять югом страны совместно с племенами бедуинов. Отсутствие контроля на юге и проблемы с поставками зерна отныне стали серьезной проблемой для правительства в Каире.
В столице, между тем, на политической арене появился новый персонаж - копт Алам ад-Дин ибн Зунбур. С разрешения султана он сконцентрировал в своих руках два влиятельных поста - «надзирателя над владениями султана» и «надзирателя за финансами армии». Тем не менее, ибн Зунбур, по-видимому, не делал никакого различия между собственностью государства и своей собственностью. Он владел 25 заводами сахарного тростника, стадами овец общим числом в 50-70,000 животных и около 700 лодками, которые перевозили по Нилу патоку, оливковое масло, мед, свинец, медь, серу и многие другие товары для его магазинов и складов. Часть своих сокровищ ибн Зунбур спрятал в мраморную колонну своего дворца, а остальное хранил у эмиров как секретные "пенсионные накопления". Кроме того, ибн Зунбур оказался еще и фанатично верующим. Это стало поводом для конфликта Зунбура с Шейхуном в 1352 году. Ибн Зунбур был свергнут, его богатства конфискованы, а его самого и его семью пытали, чтобы узнать о тайниках с сокровищами. Зунбур был отправлен в ссылку в Кус, где он и умер в 1353 году. Кампания против ибн Зунбура привела к антихристианским беспорядкам, и под давлением общественности султан Салих и его эмиры были вынуждены принять жесткие дискриминационные законы против христиан.
Ранее в 1354 году триумвират из эмиров Таза ан-Насири, Шейхуна и Саргитмиша фактически перестал существовать. Таз и Саргитмиш ссорились все чаще, каждый из них пытался перетянуть Шейхуна на свою сторону. Наконец, Шейхун примкнул к Саргитмишу и его 700 мамлюкам. Пока Таз находился осенью 1354 года в Верхнем Египте, Саргитмиш устроил в Каире переворот и захватил крепость последователей Таза. Когда Таз вернулся немного позже в столицу, он был арестован, но помилован и направлен на должность губернатора Алеппо в качестве компенсации за потерю влияния. Шейхун и Саргитмиш продемонстрировали свою победу, отправив султана Салих к его матери и восстановив на троне ан-Насира аль-Хасана (октябрь 1354).